# Formații rock 12
Formații rock 12 reprezintă al doisprezecelea disc al seriei Formații rock și a fost editat de casa de discuri Electrecord din România în anul 1989. Pe acest disc apar formațiile Autostop din Târgu Mureș și Miorița din București, fiecare dintre ele ocupând câte o față a LP-ului.

## Lista pistelor
Fața 1 (Autostop):
1. Taina junglei (Petru Dan / Petru Dan)
2. Doar o privire (Bela Nagy / Costel Crăciun)
3. Alerg după o stea (Bela Nagy / Petru Dan)
4. O noapte și o zi (Petru Dan / Petru Dan)

Fața 2 (Miorița):
1. Aș vrea să-ți spun (Romeo Ifrim / Lucian Avramescu)
2. Am fost ștrengar (Romeo Ifrim / Lucian Avramescu)
3. Doi tineri frumoși (Romeo Ifrim / Lucian Avramescu)
4. Bun rămas (Romeo Ifrim / Lucian Avramescu)

## Componența formațiilor
Autostop (Târgu Mureș):
- Petru Dan – vocal, chitară
- Bela Nagy – chitară, voce
- Ianos Szocs – claviaturi, voce
- Levente Meszaros – chitară bas
- Laszlo Iozsi – baterie
- Gabriel Marinescu – efecte muzicale

Miorița (București):
- Romeo Ifrim – vocal
- Vasile Mardare – chitară
- Gheorghe Suciu – claviaturi
- Ion Zamfir – chitară bas, voce
- Fănel Necoară – baterie, voce [1]

Formația Autostop prezentă pe acest disc mai era cunoscută în epocă ca Autostop MS, pentru a nu fi confundată cu formația omonimă din Timișoara, înființată de Adrian Bărar.